# Francesco Gera
Francesco Gera (Conegliano, 10 febbraio 1803 – Conegliano, 25 marzo 1867) è stato un medico e agronomo italiano.

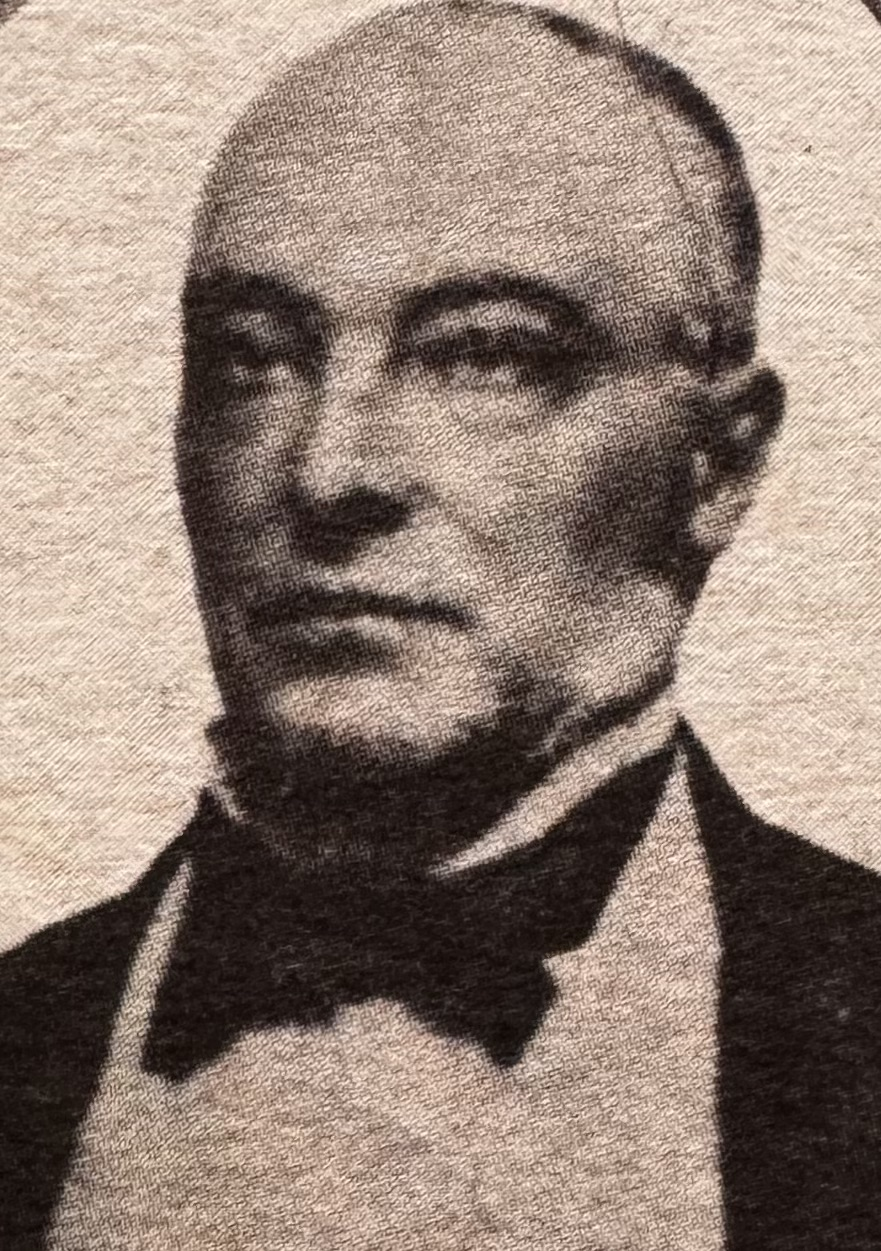
Francesco Gera nel libro dell'autore Sante Cettolini "Francesco Gera Medico e Agronomo di Conegliano"

Alla sua attività di medico affiancò studi e ricerche nel settore agrario, affermandosi nel campo della bacologia e della sericoltura.
Tra le opere più riconosciute: il "Saggio della trattura della seta" che gli valse alcuni riconoscimenti da parte di Carlo Alberto di Savoia e Federico Guglielmo III di Prussia, “Nuovo dizionario universale e ragionato di agricoltura”, "Manuale di economia rurale", "Fecondazione delle piante" e "Il Caseificio". Fondò il giornale “Il Coltivatore” con lo scopo di far conoscere le innovative tecniche agricole del tempo e migliorare le condizioni di vita del tempo.
Fu particolarmente attivo nella divulgazione della scienze agrarie, proponendo un “Catechismo illustrato agrario” a scopo pedagogico.
Nel 1863 si prodigò per la fondazione del primo esperimento di Scuola agraria teorico-pratica delle province venete ed è quindi considerato uno dei precursori della Scuola enologica di Conegliano.
Con Alessandro Manzoni si intrattenne lungamente sulle conoscenze di botanica
Suo nipote fu lo scultore e filantropo Uno Gera.

## Biografia

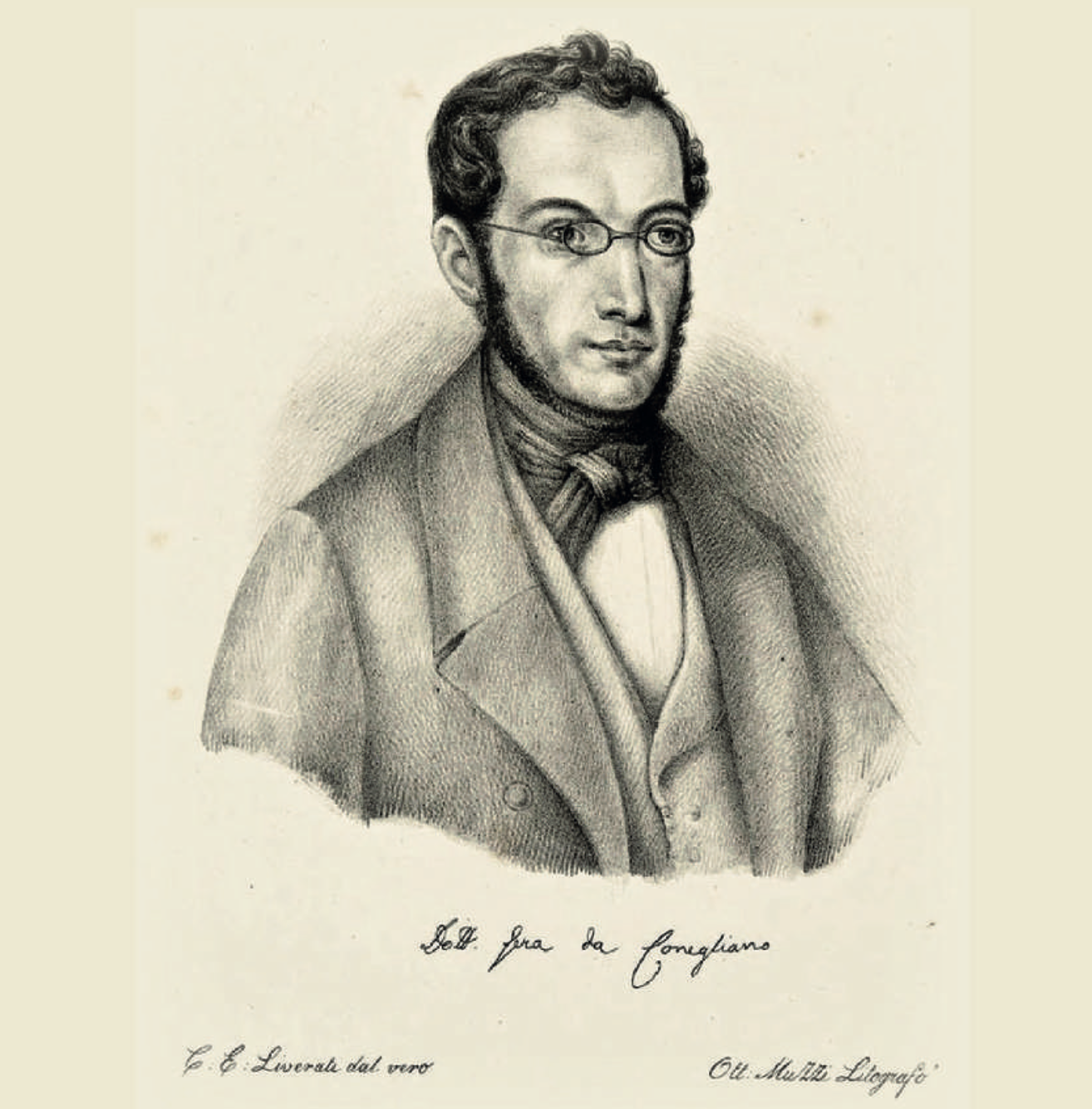
Ritratto di Francesco Gera, Liverati, C. E. & Muzzi, Otta

Francesco Gera era figlio di Giuseppe, non digiuno dell'ambiente agrario, e di Marianna Solero, donna d'animo mite, di sentimenti religiosi, il cui decoro fu la famiglia e l'orgoglio più grande l'amore per i figli. Ispirato dalla voglia d'innovare, Francesco si decise di studiare le scienze naturali, assecondato dal padre che vigilava sulle scelte del figlio. Per interesse personale e per la sua capacità  intellettuale intraprese la carriera medica, ottenendo la laurea all'Università degli Studi di Pavia.
Non tardò a lasciarsi trascinare da un inconscio bisogno di dedicarsi in altre attività ovvero nell'apprendimento delle pratiche agrarie, spinto dal territorio circostante e dalla famiglia. È così che nel territorio Lombardo-Veneto, si curò dell'allevamento del filugello e della trattura della seta ottenendo a Venezia, nel 1825 e 1827, allora poco più che ventenne, una medaglia d'argento ed una d'oro per il suo operato, collocandosi tra i primi filandieri.
Dallo studio teorico e pratico della seta, nel 1829 pubblica un notevole lavoro "Saggio della trattura della seta", con alcune nozioni sulla filatura, tintura e  tessitura della seta grezza. La sua pubblicazione attirò l'interesse del pubblico agricolo d'Italia e di alcuni sovrani. Federico Guglielmo III di Prussia e, Carlo Alberto di Savoia manifestarono la loro ammirazione conferendogli una medaglia d'oro ciascuno.
Gera, attorno al 1841 collaborando con la tipografia di Giuseppe Antonelli (editore), pubblicò il "Nuovo dizionario universale di agricoltura" suddiviso in trenta tomi che riportavano lo studio delle piante e degli attrezzi agricoli innovativi dell'epoca, spesso accompagnate da tavole illustrative. La pubblicazione di questi volumi permise di migliorare la conoscenza in queste tematiche, fungendo da forte stimolo per il mondo agricolo italiano.
Il Coltivatore, così si chiamava il giornale fondato da Francesco Gera nel 1852 nato come "tributo di buon volere nei confronti degli agricoltori della penisola che devono saper coltivare con un amore grandissimo, oggi più che mai e domani ancor di più". La testata nasceva con il nobile intento di aiutare i contadini nello studio delle erbe e delle buone pratiche agrarie, nella comprensione delle avversità originate da fitofagi o calamità naturali dell'epoca, migliorando la complessiva conoscenza generale.
L'argomento che egli studiò con più cura, manifestando originalità d'intendimenti, fu quello dell'istruzione agraria. Francesco Gera si occupava da sempre dell'educazione popolare e del come deve essere impartita, riscuotendo il plauso di quanti in quei tempi si occupavano di didattica. Egli sentì il bisogno d'istruire la gioventù nelle scienze agrarie con un progetto completo e dettagliato. Nelle scuole elementari voleva che i giovani manifestassero un catechismo agrario illustrato che doveva essere diviso in tre parti: chimica di base, studio delle pratiche agrarie e l'esercizio linguistico.
In ogni capoluogo di provincia, il progetto successivamente prevedeva di fondare una scuola di agricoltura superiore approfondendo materie come zoologia, chimica e botanica.     

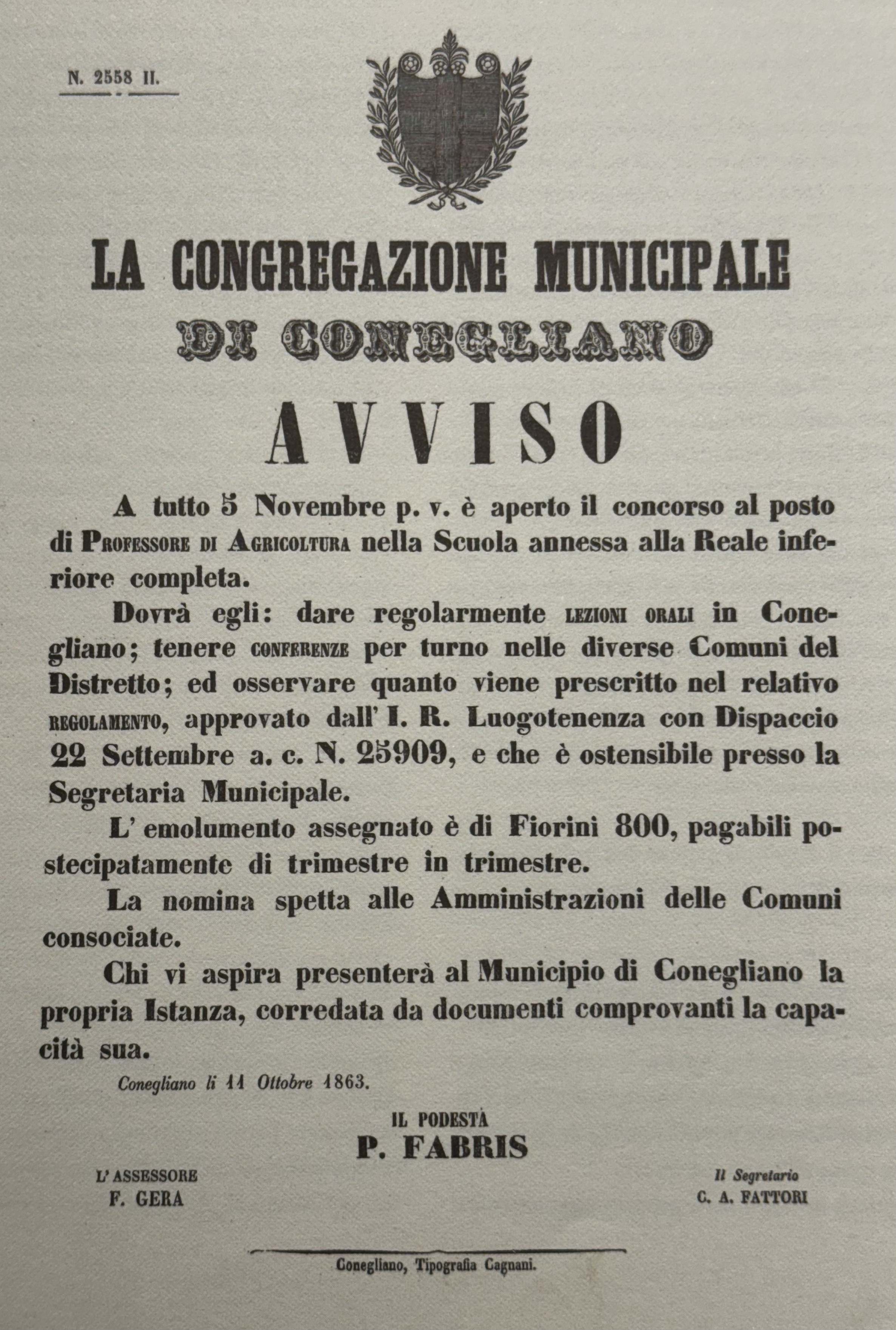
I primi annunci di ricerca del personale nella nuova Scuola Agraria di Francesco Gera, Sante Cettolini

Le proposte del Gera vennero discusse  anche a Firenze nel 1861, in occasione dell'Esposizione Agricola Industriale dell'epoca dove trovò il consenso di molti esponenti che, ritenevano strategica un'istruzione agraria nell'Italia appena nata. È così che per attuare i propri propositi, forse anche per non staccarsi dal luogo nativo al quale era legato da grandissimo affetto ed anche per l'età che cominciava a pesargli, pensò di creare a Conegliano una scuola agraria con annesso podere sperimentale.
Nacque il 10 gennaio 1864 la prima scuola agraria  teorico-pratica delle province venete, situata in Via Caronelli, in Conegliano. L'istituto venne annesso al Regio istituto tecnico, sotto il controllo del Municipio di Conegliano e dei comuni limitrofi.
La scuola agraria delle province venete rimase aperta dal 1864 fino al 1867, a causa della morte del fondatore. Le buone iniziative non andarono perdute e dopo un decennio dalla morte del Gera, il Governo Italiano volle fondare un Istituto che appagasse la necessità dell'agricoltura. Agricoltura che sconfina ed interessa un nuovo settore presente già da molto tempo ma in maniera poco ufficiosa, la viticoltura e l'enologia. Questa scuola, oggi Scuola enologica di Conegliano che sotto la direzione del Cerletti doveva assumere una fama così chiara, divenne il monumento più bello da dedicare a Francesco Gera.